# 弗雷澤山 (愛德華七世地)
弗雷澤山（英語：Mount Frazier），是南極洲的山峰，位於愛德華七世地，處於傑克林山以北2公里，屬於洛克菲勒山脈的一部分，在1929年1月27日由美國探險隊發現，現時由南極條約體系管理。